# Hampton Park
Hampton Park är en del av en befolkad plats i Australien. Den ligger i kommunen Casey och delstaten Victoria, omkring 35 kilometer sydost om delstatshuvudstaden Melbourne.
Runt Hampton Park är det tätbefolkat, med 591 invånare per kvadratkilometer.. Närmaste större samhälle är Berwick, nära Hampton Park.
Runt Hampton Park är det i huvudsak tätbebyggt. Genomsnittlig årsnederbörd är 1 251 millimeter. Den regnigaste månaden är maj, med i genomsnitt 154 mm nederbörd, och den torraste är januari, med 51 mm nederbörd.